# Državna cesta D540
D540 je državna cesta u Hrvatskoj. Ukupna duljina iznosi 14,73 km.

## Naselja
- Konjščina
- Jertovec
- Beloslavec
- Bosna
- Bedenica
- Komin